# Хуан Антоніо Флеча
Хуа́н Анто́ніо Фле́ча (ісп. Juan Antonio Flecha Giannoni; нар. 11 вересня 1977 року, Хунін, Аргентина) — іспанський професійний шосейний велогонщик.